# 時鐘座η
時鐘座η，又名CP-53 457，HD 16555、SAO 232835、HR 778，是時鐘座的一颗恒星，视星等为5.31，位于銀經272.31，銀緯-57.82，其B1900.0坐标为赤經2h 34m 6.4s，赤緯-52° -57.82′ 33″。